# 迪茲維爾 (印地安納州)
迪茲維爾（英語：Deedsville）是位於美國印地安納州邁阿密縣的一個非建制地區。該地的面積和人口皆未知。

## 歷史
該鎮成立並被測量於1870年7月。當地郵局於1870年開始運作。

## 地理
迪茲維爾位於41°16′44″N 85°47′24″W / 41.27889°N 85.79000°W。